# Barra do Ribeiro
Barra do Ribeiro egy község (município) Brazíliában, Rio Grande do Sul államban, a Lagoa dos Patos nyugati partján. Porto Alegre kerülete volt, 1959-ben függetlenedett és alakult községgé. 2020-ban népességét 13 556 főre becsülték.

## Elnevezése
Régen Charqueadanak hívták, ugyanis a település helyén kezdetben egy charqueada volt (szarvasmarha-mészárszék, ahol jellemzően pácolt, sózott, szárított húst – charque – állítottak elő). Neve később Barra, majd Barra do Ribeiro lett. Ennek jelentése „a Ribeiro gátja”, ugyanis a Ribeiro-patak (Arroio Ribeiro) itt ömlik a Guaíba-tóba (a Rio Jacuí kiszélesedése, ahol vize a Lagoa dos Patosba ömlik), hordaléka pedig homok-gátat hozott létre a tónál.

## Története
1780-ban Antônio Alves Guimarães királyi adományként (sesmaria) kapta meg a területet, és egy charqueadát hozott létre itt. 1800 körül azori telepesek érkeztek, majd 1874-től lengyel, német, olasz bevándorlók telepedtek le a környéken.
1896-ban Barra do Ribeirót Porto Alegre kerületévé nyilvánították. 1926-ban leválasztották, és az újonnan alakult Guaíba község kerülete lett. 1959-ben népszavazás útján függetlenedett és községgé alakult.

## Leírása
Székhelye Barra do Ribeiro, második kerülete Douradilho. Gazdaságára jellemző a halászat, növénytermesztés, állattenyésztés.

## Képek

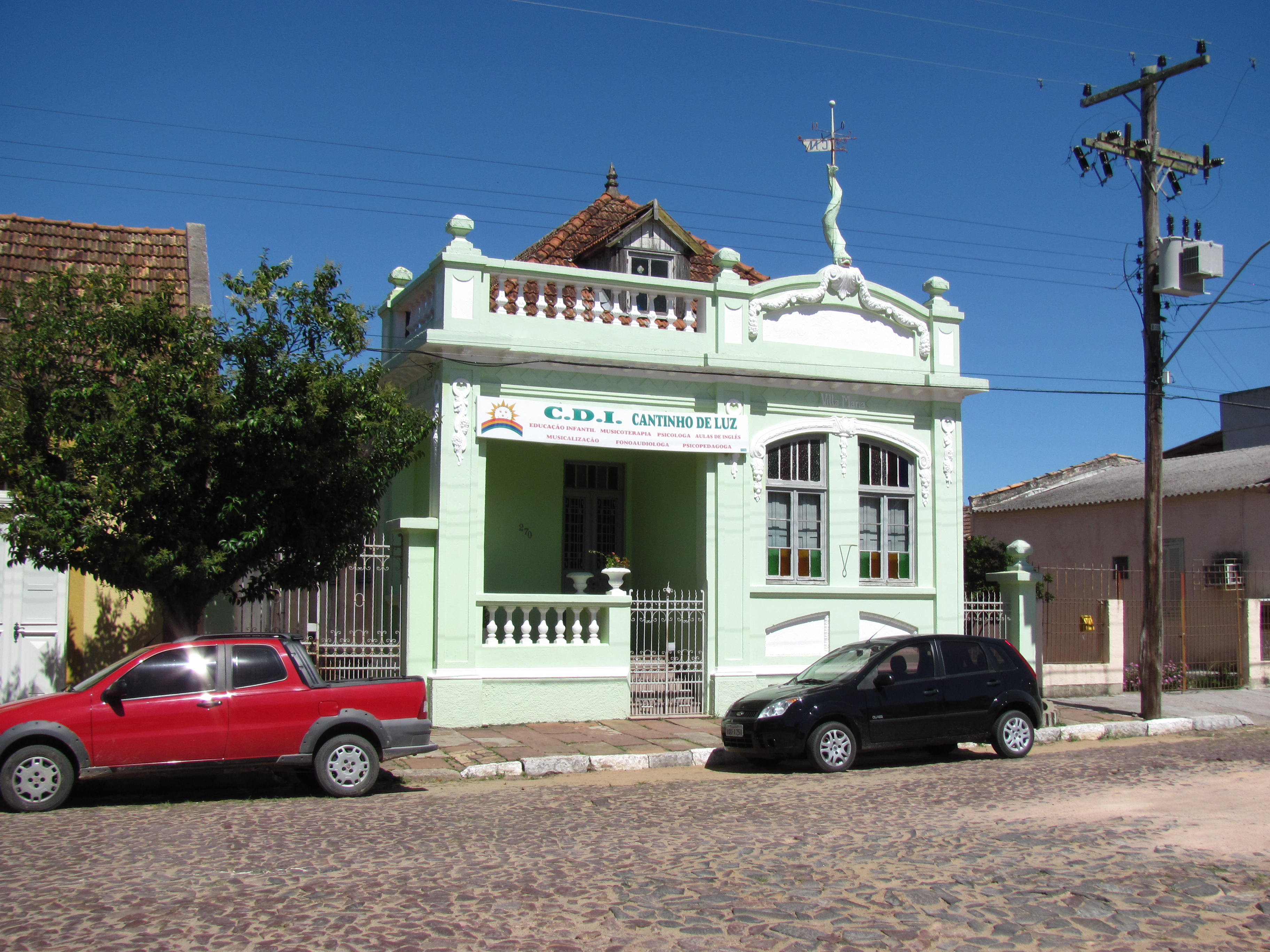
Régi koloniál épület
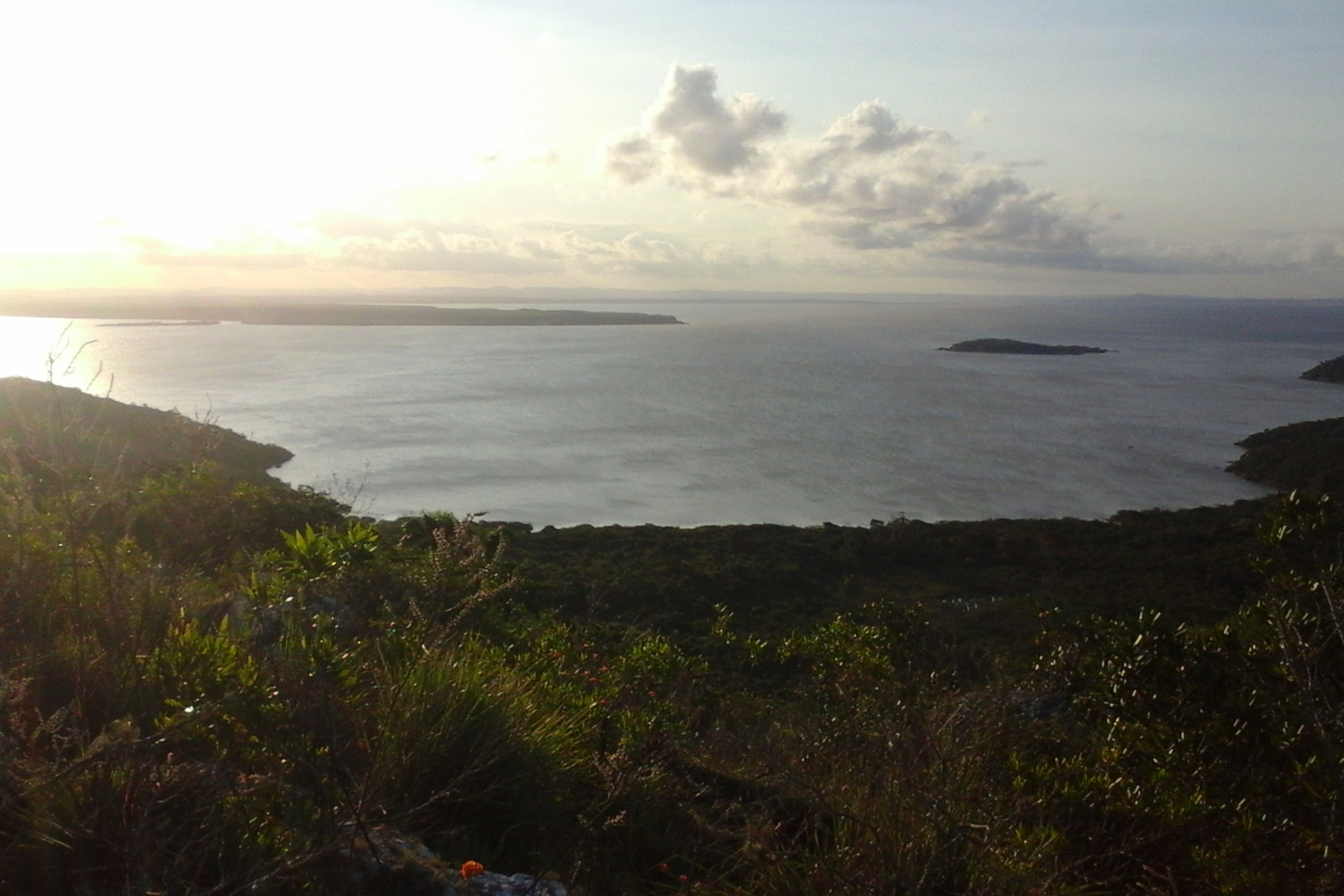
A Guaíba-tó
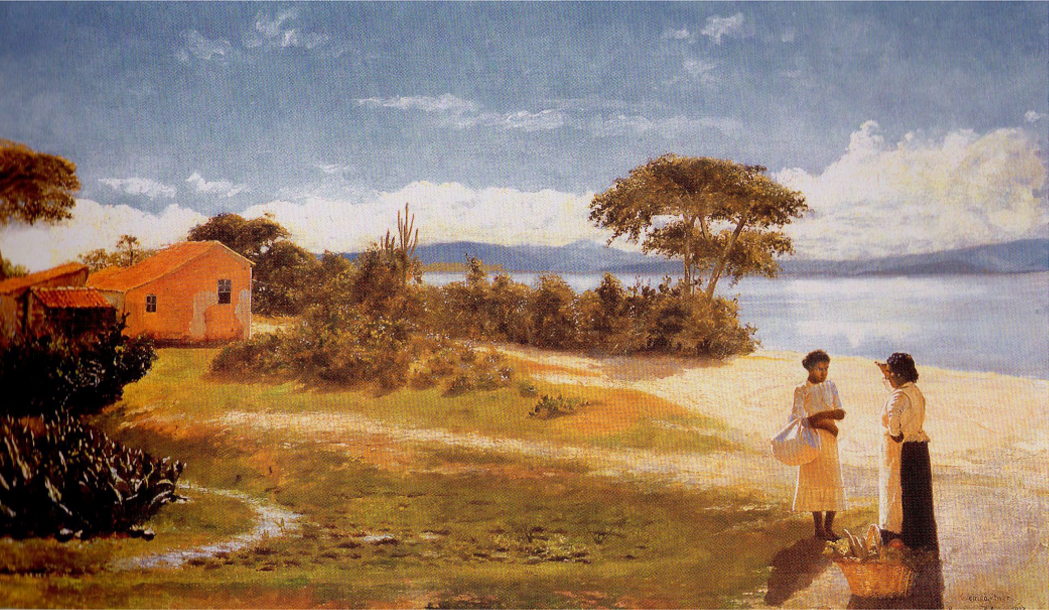
A 20. század elején (Weingärtner festménye)